# Yonval
Yonval là một xã ở tỉnh Somme, vùng Hauts-de-France, Pháp.

## Địa lý
Thị trấn có cự ly 2 dặm (3,2 km) về phía tây của trung tâm của Abbeville, trên đường D22. 
Thị trấn được thành lập năm 1985 khi được tách khỏi xã Cambron. 

## Dân số
| 1962                                                         | 1968 | 1975 | 1982 | 1990 | 1999 |
| ------------------------------------------------------------ | ---- | ---- | ---- | ---- | ---- |
| 122                                                          | 135  | 155  | 180  | 210  | 211  |
| Số liệu điều tra dân số từ năm 1962, dân số không tính trùng |      |      |      |      |      |